# Juan Bautista Barthe
Juan Bautista Barthe (Guadix, Granada, c., 1790 – 4 de septiembre de 1853) fue un anticuario, numismático e historiador español, que ocupó diversos cargos públicos y fue miembro de la Real Academia de la Historia (RAH).

## Biografía
Se cree que era originario de Guadix, y no se conoce mucho sobre su formación, pero sí tenía preferencia por la numismática y la epigrafía. Trabajó de Oficial Mayor de la policía en Sevilla y de secretario de la policía en Jaén. En 1829 fue concejal del ayuntamiento de Guadix, en 1843 «consiliario» de la Diputación Provincial de Madrid y desde 1850 administrador principal de Correos en Toledo.
Ya en 1827 se mostró interesado por los relieves provenientes de Acci (Guadix), sobre los que realizó alguna publicación, y trabajó como anticuario para la Real Academia de la Historia, con la que estuvo vinculado desde 1829. En febrero de 1836 fue admitido como supernumerario en la misma y en 1847 como numerario. El 12 de marzo de 1847 fue encargado del arreglo y custodia de la colección de monedas de la Academia, institución a la que cedió su colección numismática personal al fallecer. Sobre ella publicó Antonio Delgado y Hernández un catálogo en 1854.

## Obras
- Medallas de proclamación de S.M. la Reina Doña Isabel II (1841)
- Colección de documentos para la historia monetaria de España (1843)